# Tsunami Democràtic
Tsunami Democràtic  o Tsunami D fou una iniciativa sorgida de la societat civil que va tenir per objectiu oposar-se a la sentència del Tribunal Suprem d'Espanya sobre el referèndum sobre la independència de Catalunya del primer d'octubre de 2017.
Es tractà d'un moviment sense portaveus oficials que donà a conèixer les seves accions a través de les xarxes socials i que pretengué organitzar la resposta ciutadana al veredicte judicial pel referèndum de 2017.
La darrera convocatòria de Tsunami Democràtic fou el desembre de 2019, dos mesos més tard de la seva primera acció multitudinària, i resta inactiu a les xarxes socials des del 14 de gener de 2020, data de la seva darrera piulada.
En febrer de 2024 el Tribunal Suprem d'Espanya va obrir causa penal per delicte de terrorisme a Carles Puigdemont i a Ruben Wagensberg pels fets que s'imputen a Tsunami Democràtic a partir d'una desena de sentències de terrorisme de carrer que consoliden la doctrina sobre aquest delicte.

## Història

### Presentació
El moviment es va presentar a les xarxes socials el 2 de setembre de 2019 i va fer públic el seu manifest. Segons aquest manifest, l'objectiu de la iniciativa és impulsar una campanya de mobilització basada en la "lluita no-violenta" i la "desobediència civil" per reaccionar a la sentència del Tribunal Suprem d'Espanya sobre el referèndum sobre la independència de Catalunya del primer d'octubre de 2017. Des del primer dia, el projecte va tenir la complicitat de tots els partits independentistes i entitats, i diversos dirigents polítics com Carles Puigdemont i Oriol Junqueras en van fer difusió via Twitter.

### Accions reivindicatives

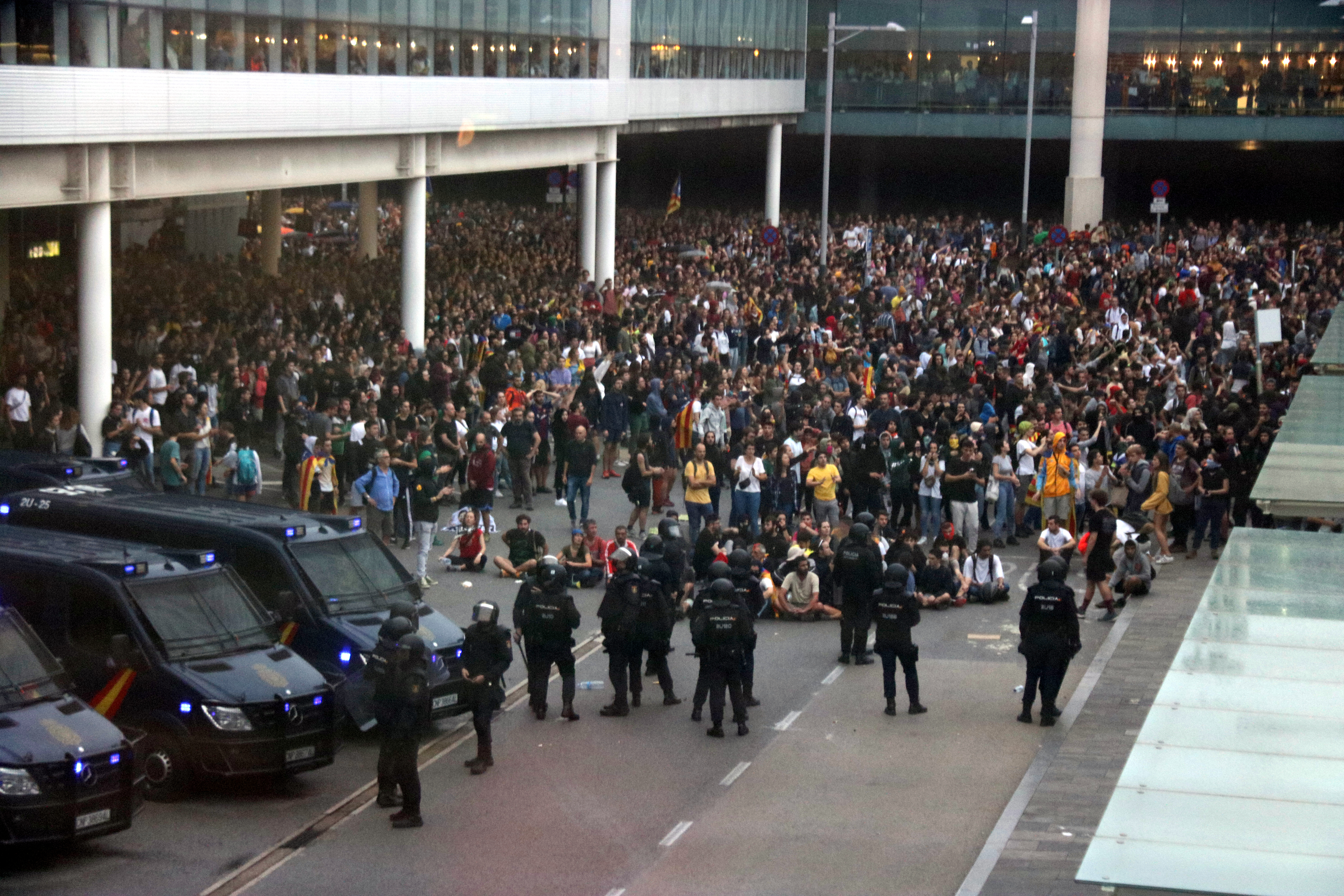
Protesta a l'aeroport el 14 d'octubre de 2019.

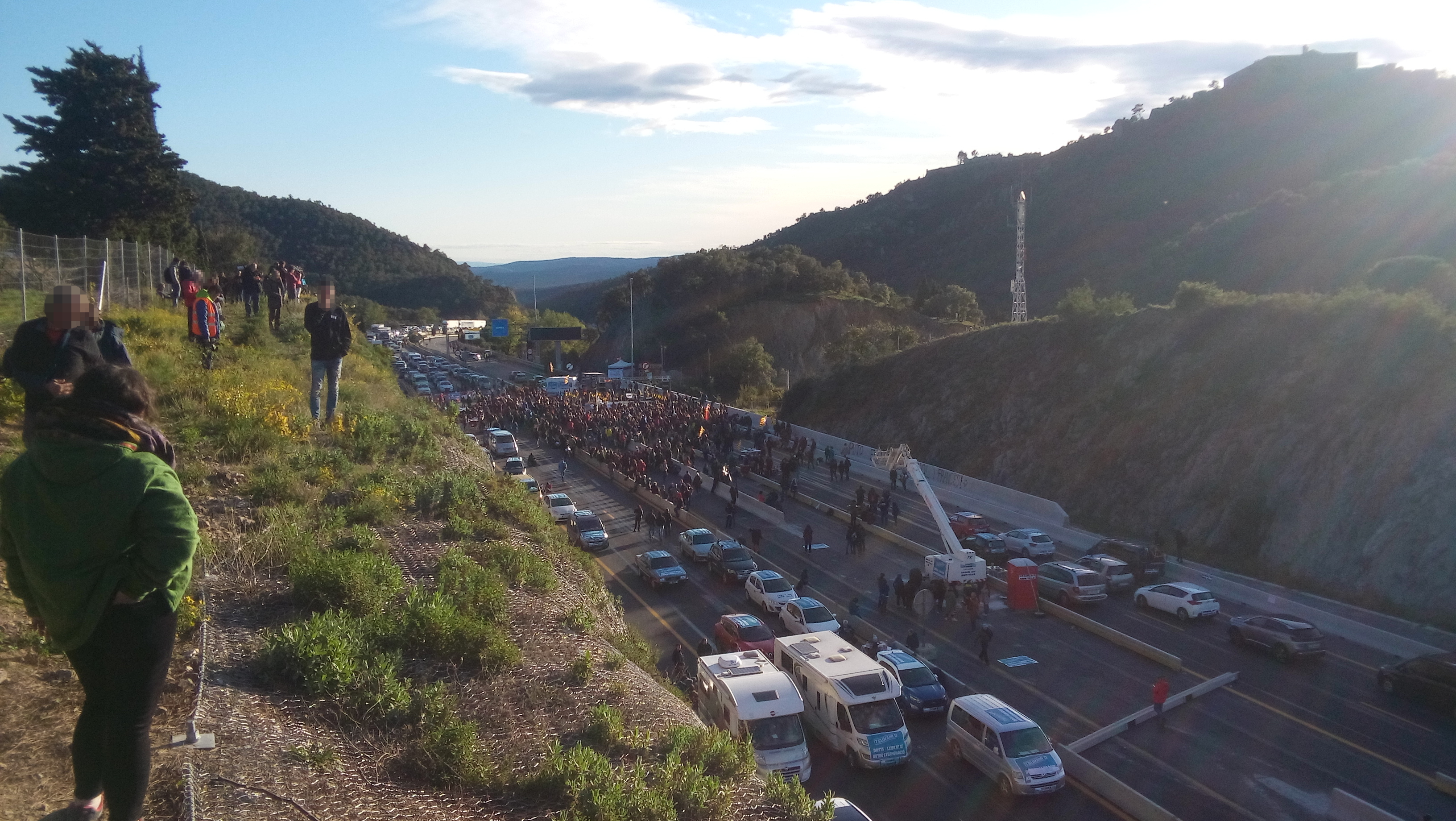
Bloqueig transfronterer l'11 de novembre de 2019.

La nit del 4 de setembre de 2019, la plataforma va penjar fins a 15.000 cartells arreu de Catalunya i va desplegar més d'una desena de pancartes en llocs emblemàtics de les principals ciutats del país com Lleida, Tarragona, Girona, Tortosa, Terrassa i Barcelona amb el lema "Canviem l'estat de les coses".
Els dies 25 i 26 de setembre de 2019, activistes de Tsunami Democràtic van ocupar oficines de Caixabank de diferents municipis catalans amb pancartes que deien "Aquesta empresa finança la repressió". El 27 de setembre, una trentena de persones van seure durant més d'una hora a la botiga d'atenció al client d'Iberdrola del carrer Mallorca de Barcelona amb cartells amb el mateix missatge.
El 14 d'octubre de 2019, amb la publicació de la sentència als líders independentistes empresonats, el Tsunami Democràtic va fer una crida a través de Telegram i Twitter per bloquejar l'aeroport del Prat. Malgrat l'èxit de la protesta, que mobilitzà a desenes de milers de persones, l'acció fou desconvocada a les 20:45 h del mateix dia, poques hores després d'haver estat convocada.

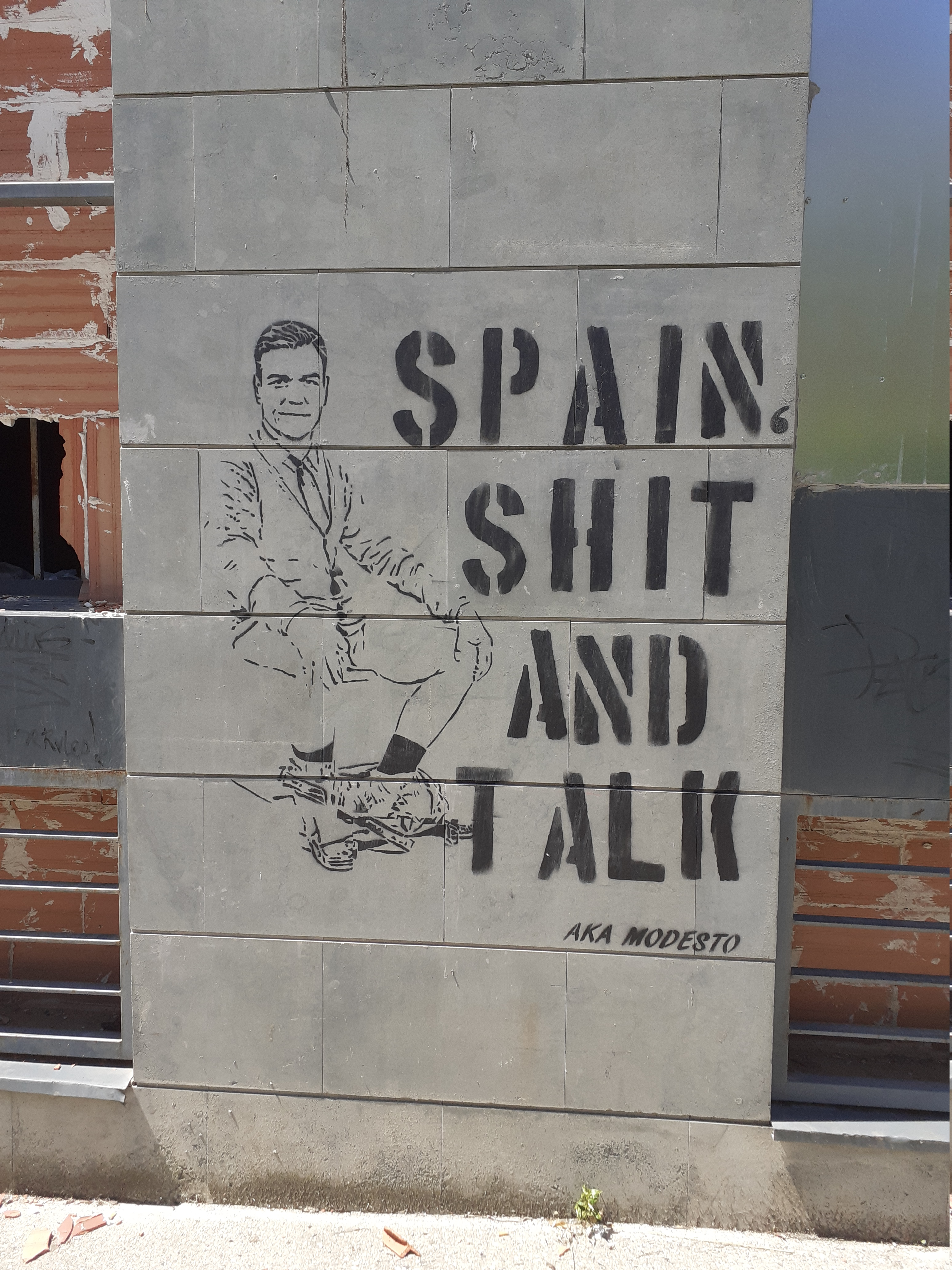
Estergit parodiant un lema utilitzat pel Tsunami D amb el president Pedro Sánchez com a protagonista.

El dia 9 de novembre, jornada de reflexió de les eleccions generals espanyoles, va convocar tot d'actes de desobediència a diferents pobles i ciutats de Catalunya. A Barcelona va preparar un concert a la plaça Universitat.
L'11 de novembre de 2019, a l'endemà de les eleccions generals espanyoles, va convocar a tallar l'autopista AP-7 a la frontera amb França al seu pas pel municipi del Pertús sota el lema en anglès "Spain, sit and talk". Va ser el primer cop que la convocatòria es va realitzar mitjançant la seva aplicació per mòbil. Aquest tall es va prolongar per 30 hores des de dilluns 11 al matí fins a primera hora de la tarda de l'endemà. En ser desallotjats del primer punt, Tsunami Democràtic convocà un tall a la N-II i AP-7 al seu pas per La Jonquera. Finalment es va tornar a tallar l'AP-7 a l'alçada de Girona fins al 13 de novembre, dia en que l'organització donà per finalitzada l'acció i demanà als participants dissoldre la concentració. L'acció policial per aixecar el tall s'estengué amb aldarulls dins del municipi de Salt.
El dia 12, arran del primer desallotjament de l'AP-7, el Tsunami va convocar una marxa lenta a l'autopista AP-8, a la frontera del País Basc amb França a l'alçada Behobia que es va allargar per quatre hores i va provocar cues de fins a setze quilòmetres.
L'organització va donar per conclòs un "cicle de tres mesos mobilitzacions" durant la disputa del Clàssic al Camp Nou entre el Futbol Club Barcelona i el Reial Madrid Club de Futbol. El partit s'aturà durant uns minuts a causa del llançament de pilotes des de la graderia al camp, també es desplegaren pancartes de grans dimensions. Mentrestant a l'exterior de l'estadi es van produir disturbis que s'allargaren durant la nit.

## Canal de Telegram
Una de les maneres que té Tsunami Democràtic d'informar als seus seguidors de les mobilitzacions és per un canal de Telegram. Aquest es va crear el 28 d'agost de 2019, abans fins i tot de presentar-se al món. Tot i això, el primer missatge va ser enviat el 2 de setembre d'aquest any.
Aquest és un canal de comunicació unidireccional. És a dir, els responsables de Tsunami Democràtic envien comunicats, convocatòries, imatges..., però els seguidors d'aquest canal no poden respondre.
Segons Telegram Analytics, aquest és dels canals d'aquesta aplicació més seguits al món. Ja té més de 380.000 seguidors, fet que el posiciona en el 70è lloc de canals més seguits.

## App Tsunami Democràtic
El mateix dia de la sentència, just desprès del bloqueig de l'aeroport del Prat, Tsunami Democràtic va difondre una aplicació per mòbils. Fins ara, només hi ha versió per Android, i no està disponible ni a Google Play ni a l'Apple Store. Només es pot instal·lar via un enllaç que està compartit al canal de Telegram.
L'objectiu de l'aplicació és oferir a l'usuari informació sobre les mobilitzacions que estiguin més a prop seu en horaris disponibles.
Per poder accedir a l'aplicació, cal validar-la amb un codi QR. Aquests arriben de mans d'algú del "cercle de confiança" i només tenen deu usos. Per tant, és difícil aconseguir-ne un que es pugui fer servir. L'ús de codis QR, a més, manté l'anonimat dels organitzadors de Tsunami, ja que l'usuari només coneix aquell qui li ha donat el QR.
Un cop validada l'aplicació, ja es pot accedir. El primer en preguntar a l'usuari és la seva disponibilitat setmanal i horària, la ubicació i transport del que disposes. A partir d'aquestes dades, l'app l'informa de les mobilitzacions que es duen a terme en la seva zona i durant temps disponible.
Hi ha qui veu aquesta aplicació com "una xarxa de bots humans amb confiança cega que es poden llençar a alguna operació". Es refereixen al fet que els creadors d'aquest moviment són, de moment, desconeguts. I també al fet que l'aplicació demana dades concretes sobre l'usuari i que aquest informi en cada moment sobre si està a la mobilització, si han arribat policies, si hi ha càrregues... Tot i això, Tsunami Democràtic insisteix que no es demanen dades personals i que l'aplicació és d'accés anònim i privat.
Per evitar infiltrats, l'app té dos sistemes de defensa. Per una banda, detecta patrons estranys i pot eliminar de la connexió a aquest usuari. Per una altra, si un infiltrat aconsegueix no ser expulsat, només pot veure la seva zona geogràfica. Per tant, si l'infiltrat és de Tarragona, no podrà veure les mobilitzacions de Girona, per exemple.
Segons un comunicat del propi Tsunami, l'aplicació va entrar en funcionament el 9 de novembre de 2019, dia de reflexió per les eleccions, com a prova del funcionament de l'app. Un cop els usuaris van comprovar el funcionament, les accions preparades entre l'11 i el 13 de novembre de 2019 van ser organitzades mitjançant l'app.

### Tancament de l'aplicació
La Guàrdia Civil, per ordre de l'Audiència Nacional, va enviar un correu a Github, responsable de l'allotjament del codi de l'app, descrivint Tsunami Democràtic com una "organització criminal que impulsa atacs terroristes", i que la seva aplicació "proporciona informació sobre els aldarulls i permet als seus usuaris de comunicar-se entre ells per coordinar aquestes accions".
Davant d'aquesta carta, Microsoft, de qui depèn Github, va eliminar el codi de l'app del seu repositori. Tot i això, segons Tsunami, ni la web ni l'aplicació estan tancades, i que es pot aconseguir a través del seu canal de Telegram.
El 5 de novembre de 2019 l'advocat Josep Jover, en nom del partit polític Pirates de Catalunya, portaria el tancament de la web de Tsunami Democràtic al Tribunal Superior de Justícia de la Unió Europea (TJUE), perquè considerava que les autoritats espanyoles haurien vulnerat la normativa comunitària i fins i tot les sentències del TJUE.

## Conseqüències
En febrer de 2024 el Tribunal Suprem d'Espanya va obrir causa penal per delicte de terrorisme a Carles Puigdemont i a Ruben Wagensberg pels fets que s'imputen a Tsunami Democràtic a partir d'una desena de sentències de terrorisme de carrer que consoliden la doctrina sobre aquest delicte. Les investigacions judicials van determinar que Tsunami Democràtic era una organització estructurada i jerarquitzada, encapçalada per Carles Puigdemont, Josep Lluís Alay, Marta Rovira, Ruben Wagensberg, Oriol Soler i Castanys, Xavier Vendrell i Segura, Marta Molina i Álvarez, Josep Campmajó i Caparrós, Jesús Rodríguez i Sellés, Jaume Cabani i Massip, Oleguer Serra i Boixaderas i Nicola Flavio Giulio.
Entre finals de 2023 i principis de 2024 el periodista Jesús Rodríguez, l'empresari Josep Campmajó, l'activista Oleguer Serra i el diputat Ruben Wagensberg s'han exiliat per la persecució judicial dels jutges Manuel Garcia-Castellón i Manuel Marchena relacionada amb Tsunami Democràtic.